# Jean Colbus

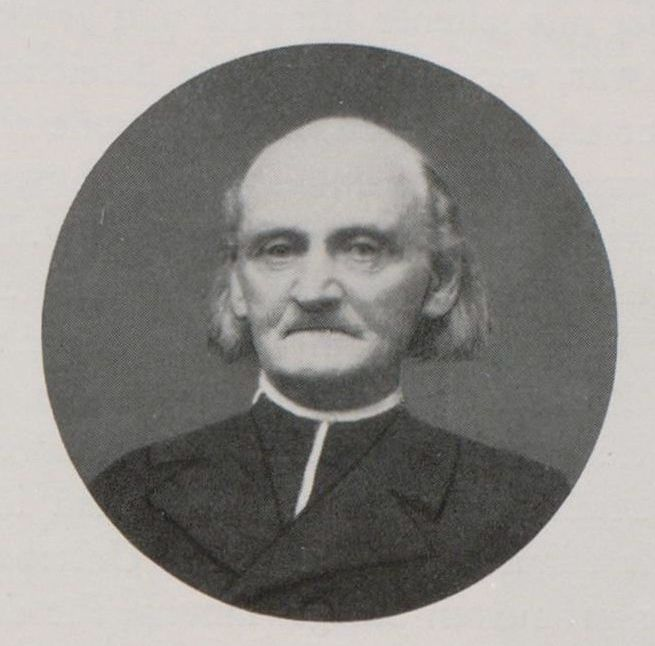
Jean Colbus

Jean Marie Pierre Colbus (* 17. September 1834 in Buschborn; † 16. Juni 1916 in Straßburg) war katholischer Geistlicher und Mitglied des Deutschen Reichstags.

## Leben
Colbus studierte in Metz und Straßburg. Danach war er Pfarrer in Neunkirchen bei Saargemünd seit 1870.
Von 1893 bis 1898 war er Mitglied des Deutschen Reichstags für den Wahlkreis 12 (Saargemünd, Forbach) im Reichsland Elsaß-Lothringen.